# Happy Together (album The Turtles)
Happy Together è il terzo album in studio del gruppo musicale statunitense The Turtles, pubblicato nel 1967.

## Tracce
Side 1
1. Makin' My Mind Up (Jack Dalton, Gary Montgomery) – 2:16
2. Guide for the Married Man (John Williams, Leslie Bricusse) – 2:44
3. Think I'll Run Away (Howard Kaylan, Mark Volman) – 2:31
4. The Walking Song (Kaylan, Al Nichol) – 2:44
5. Me About You (Garry Bonner, Al Gordon) – 2:32
6. Happy Together (Bonner, Gordon) – 2:56

Side 2
1. She'd Rather Be with Me (Bonner, Gordon) – 2:21
2. Too Young to Be One (Eric Eisner) – 2:00
3. Person Without a Care (Nichol) – 2:25
4. Like the Seasons (Warren Zevon) – 1:56
5. Rugs of Woods and Flowers (Kaylan, Nichol) – 3:05